# Веснин, Игорь Александрович
Игорь Александрович Веснин (18 июля 1963 — 30 июня 1998) — подполковник ВС СССР и ВС РФ, в составе 173-го отряда специального назначения участник Афганской войны. Один из наиболее известных военнослужащих 173-го оспн, захвативший наибольшее количество караванов с оружием, поставлявшимся душманам во время Афганской войны.

## Биография
Окончил Уссурийское суворовское военное училище. В 1981 году поступил в Рязанское высшее воздушно-десантное командное училище на факультет специальной разведки; службу нёс во 2-м взводе 13-й роты (китайский язык). Окончил училище в 1985 году, отправился служить по распределению в 24-ю бригаду специального назначения (Оловянная-3, Бурятская АССР). В декабре того же года посещал месячные курсы «Выстрел» в Чирчике (Узбекская ССР). С 1986 года нёс службу в Афганистане в составе 3-й роты 173-го отряда специального назначения (отдельный мотострелковый батальон ОКСВА).
Сослуживцами оценивался как один из лучших разведчиков, который хорошо знал зону боевых действий и расположения засад афганских моджахедов. Ликвидировал ряд караванов с оружием, шедших с территории Пакистана:
- В феврале 1987 года ХАД сообщил советским войскам информацию о движении крупного каравана с оружием и боеприпасов, с которым шли иностранные военные советники из Франции и Египта[3] — одного из крупнейших за всё времян войны[6]. 25 февраля 1987 года с целью введения в заблуждение группа спецназа демонстративно покинула позицию для засады, однако там осталась группа Веснина: она уничтожила три автомобиля и семерых моджахедов из состава охраны, захватив ряд пленных. В ходе боя были уничтожены две зенитные горные установки (ЗГУ), пять ПЗРК, 150 снарядов к безоткатным орудиям (БО) и 70 выстрелов к РПГ-7; из трофеев были захвачены запчасти к ЗГУ и БО, огромное количество стрелкового оружия и боеприпасов[2].
- 4 декабря 1987 года в районе горы Бурибанд Весниным был захвачен крупный караван в составе 15 орудий, ДШК, двух миномётов и запаса реактивных снарядов[2][7].
- В январе 1988 года со своей группой взял два ГАЗ-66 с оружием и боеприпасами, уничтожив на месте караван возле кишлака Канате-Хаджибур и захватив МАЗ-500 с огромным количеством мин и реактивных снарядов[1].
- 4 апреля 1988 года организовала засаду в пустыне Регистан, разбив силы афганцев[2].

Был награждён тремя орденами Красной Звезды и одним орденом Красного Знамени за подвиги, совершённые во время Афганской войны — в частности, орден Красного Знамени получил за захват каравана с иностранными военными советниками. По некоторым данным, он представлялся к званию Героя Советского Союза, однако получил только орден Красного Знамени: причиной якобы стал тот факт, что Веснин был беспартийным. Также утверждается, что пропало представление на медаль «За отвагу».
После Афганской войны нёс службу в составе российских войск в 16-й отдельной бригаде специального назначения. Участвовал в миротворческой миссии в Таджикистане, вёл бои против вооружённых отрядов исламских экстремистов и объединённой таджикской оппозиции (на перевале Шар-Шар). Позже работал инструктором в 16-й отдельной бригаде специального назначения, осенью 1994 года готовил два отряда для налёта на дворец Дудаева (сформированы ФСК, готовились на базе бригады).
Погиб 30 июня 1998 года под посёлком Чучково (Рязанская область), подрывая электрическим способом заряд тротила на рыбалке.